# Mamert Stankiewicz
Mamert Stankiewicz (Jelgava, 22 januari 1889 – Noordzee, 26 november 1939) was een Pools marineofficier en commandant van de schepen STS Lwów, SS Polonia en MS Piłsudski. Tijdens de eerste maanden van de Tweede Wereldoorlog werd hij gered van het laatstgenoemde schip maar stierf hij aan onderkoeling. Het leven van Stankiewicz werd vereeuwigd door Karol Olgierd Borchardt, die een serie boeken over Stankiewicz' leven schreef.

## Biografie
Stankiewicz werd geboren in Jelgava, dat toen deel uitmaakte van het Keizerrijk Rusland. Hij studeerde af aan het Marinekadettenkorps in St. Petersburg en meldde zich aan voor de Russische Keizerlijke Marine. Tijdens de Eerste Wereldoorlog was hij navigatieofficier aan boord van de Russische gepantserde kruiser Rurik, het vlaggenschip van de Baltische Vloot. Als succesvol officier werd hij stafchef van de Baltische Vloot tijdens de eerste gevechten in de Golf van Riga, waarna hij ook kort diende als commandant van een van de verouderde slagschepen.
Na door het keizerlijk hof naar de Verenigde Staten te zijn gestuurd, werd hij in 1918 marineattaché bij het Russische consulaat in Pittsburgh. Het volgende jaar keerde hij echter weer terug naar Rusland en werd hij lid van het rivierflottielje in Siberië tijdens de Russische Burgeroorlog. Na te zijn gearresteerd door de Tsjeka werd hij gevangengezet in Irkoetsk. Later werd hij verplaatst naar een gevangeniskamp in Krasnojarsk. Na de Vrede van Riga, waarmee de Pools-Russische Oorlog eindigde, maakte Stankiewicz deel uit van een krijgsgevangenenuitwisseling, waardoor hij werd vrijgelaten en hij zich mocht vestigen in Polen. Met de rang van luitenant ter zee der eerste klasse (Komandor podporucznik) mocht hij toegetreden tot de nieuwgevormde Poolse marine, waar hij commandant werd van de navigatieafdeling van de Zeevaartschool van Tczew, de eerste maritieme school in de Poolse geschiedenis. Kort daarna begon hij ook zijn carrière als docent navigatie- en sterrenkunde op de School voor Maritieme Officieren in Toruń.
In 1923 keerde hij terug naar volle zee als een van de officieren aan boord van STS Lwów, een bark die als schoolgebouw diende tijdens haar reis naar Brazilië. Het volgende jaar werd hij commandant van dat schip en hij behield die post tot 1926, toen hij de Poolse marine verliet en lid werd van de Poolse Koopvaardij, als commandant van talrijke vrachtschepen. Ook werd hij stuurman bij de Maritieme Autoriteit in Gdynia. Als een van de meest ervaren kapiteins van de Poolse Koopvaardij werd hij in 1931 commandant van de prestigieuze, maar verouderde oceaanstomers SS Pułaski en SS Polonia. Rond die tijd werd hij ook lid van het team dat toezicht hield op het ontwerp en de bouw van een moderne oceaanstomer, de MS Piłsudski.
Toen dit schip in 1935 werd voltooid werd Stankiewicz haar eerste commandant. Het schip, het modernste schip van de Poolse Koopvaardij en behorend tot de meest luxueuze Europese oceaanstomers, maakte talrijke reizen van Polen en Constanţa in Roemenië tot Palestina, Brazilië, Canada, Verenigd Koninkrijk en de Verenigde Staten. MS Piłsudski begon haar laatste reis als een oceaanstomer op een Gdynia - Kopenhagen - Halifax - New York route op 11 augustus 1939. Op volle zee werd ze echter verrast door het uitbreken van de Poolse Veldtocht en Tweede Wereldoorlog. Het schip werd toen gevorderd door de Poolse marine, omgedoopt tot ORP Piłsudski en verhuisd naar een scheepswerf in het noorden van Engeland, waar ze werd omgezet in een troepentransportschip.
Op 26 november 1939, tijdens haar eerste reis in deze nieuwe rol, werd de ORP Piłsudski getroffen door twee explosies en zonk het niet ver van Newcastle en Kingston-upon-Hull. Mamert Stankiewicz was de laatste die het schip verliet, omdat hij wilde zorgen dat de gehele bemanning veilig in reddingsboten zou zitten. Er ontbrak echter een reddingsboot voor de kapitein zelf, waardoor hij een uur in het ijskoude water moest doorbrengen. Uiteindelijk werd hij gered door een Brits schip, maar snel daarna overleed hij aan onderkoeling. Hij werd begraven met militaire eer in Hartlepool, in de buurt van Middlesbrough. Hij werd postuum onderscheiden met de Virtuti Militari, de hoogste Poolse militaire onderscheiding. Stankiewicz is tot nu toe de enige koopvaardijkapitein die deze onderscheiding heeft mogen ontvangen. Ook ontving hij de Britse Distinguished Service Cross. In 1962 werd het vrachtschip MS Kapitan M. Stankiewicz naar hem vernoemd. Zijn oudere broer Jan (bekend als de Stier), die in Blyskawica de drie Poolse torpedobootjagers leidde op hun weg van Polen naar Groot-Brittannië in augustus 1939, stierf precies een jaar na hem, op 26 november 1940 in het Pools/Franse patrouillevaartuig Medoc.

## Bijnaam
Gedurende zijn carrière stond Stankiewicz bij zijn bemanning bekend als Znaczy Kapitan, wat ruwweg kan worden vertaald als Het betekent Kapitein of U bedoelt Kapitein, een bijnaam bedacht naar Stankiewicz' gewoonte om bijna elke zin met het woord znaczy te beginnen. De bijnaam werd ook de titel van het eerste boek van Karol Olgierd Borchardt over Stankiewicz.

## Decoraties
- Medal Srebrny Order Virtuti Militari
- Distinguished Service Cross (Wielka Brytania)